# كولدين (نيويورك)
كولدين (بالإنجليزية: Colden, New York)‏ هي بلدة أمريكية تقع في الولايات المتحدة في نيويورك (ولاية). يقدر عدد سكانها بـ 3,265 نسمة .